# Аристов, Борис Иванович
Бори́с Ива́нович А́ристов (13 сентября 1925, Кострома, РСФСР, СССР — 27 ноября 2018, Москва, Россия) — советский партийный и государственный деятель, дипломат.
Член КПСС с 1945 года. Член ЦК КПСС (1971—1990). Депутат Совета Союза Верховного Совета СССР 9 созыва (1974—1979) от Петроградского территориального избирательного округа № 50 города Ленинграда; член Комиссии по иностранным делам Совета Союза.

## Биография
Русский.
- С 1941 года счетовод колхоза «1 мая» Красносельского района Ярославской области.
- С 1942 года курсант военно-пехотного училища в Ярославской области.
- С 1943 года командир отделения отдельной инженерно-сапёрной бригады РВГК в Ростове.
- В 1945—1946 годах — старший писарь штаба отдельного инженерно-саперного батальона при Высшей инженерно-минной школе в Москве.
- В 1946—1949 годах — студент Ленинградского института связи им. М. А. Бонч-Бруевича.
- В 1949—1951 годах — студент Ленинградского электротехнического института им. В. И. Ульянова (Ленина).
- Одновременно с 1947 года работал на Ленинградском заводе «Светлана»: электромонтёром, техником, инженером-разработчиком, начальником сборочного участка, старшим технологом цеха.
- С 1952 года на партийной работе: инструктор, заместитель заведующего, заведующий промышленно-транспортным отделом Выборгского райкома КПСС Ленинграда.
- С 1957 года работал в Ленинградском обкоме КПСС: заместитель заведующего промышленно-транспортным отделом[2].
- С 1963 года — первый секретарь Выборгского райкома КПСС Ленинграда.
- С 1969 года — заместитель председателя исполкома Ленинградского городского Совета депутатов трудящихся.
- С февраля 1971 по апрель 1978 года — первый секретарь Ленинградского горкома КПСС.
- С 13 июня 1978 по 11 июля 1983 года — чрезвычайный и полномочный посол СССР в Польской Народной Республике.
- В 1983—1985 годах — заместитель министра иностранных дел СССР.
- С 18 октября 1985 по 15 января 1988 года — министр внешней торговли СССР. С июля 1988 по 10 февраля 1992 года — чрезвычайный и полномочный посол СССР в Финляндской Республике. С марта 1992 года на пенсии.

## Награды
- два ордена Ленина
- орден Октябрьской Революции
- три ордена Трудового Красного Знамени
- орден «Знак Почёта»